# Hartley (Iowa)
Hartley es una ciudad ubicada en el condado de O'Brien en el estado estadounidense de Iowa. En el Censo de 2010 tenía una población de 1672 habitantes y una densidad poblacional de 497,35 personas por km².

## Geografía
Hartley se encuentra ubicada en las coordenadas 43°10′45″N 95°28′36″O / 43.17917, -95.47667. Según la Oficina del Censo de los Estados Unidos, Hartley tiene una superficie total de 3.36 km², de la cual 3.36 km² corresponden a tierra firme y (0%) 0 km² es agua.

## Demografía
Según el censo de 2010, había 1672 personas residiendo en Hartley. La densidad de población era de 497,35 hab./km². De los 1672 habitantes, Hartley estaba compuesto por el 95.81% blancos, el 0% eran afroamericanos, el 0.06% eran amerindios, el 0.42% eran asiáticos, el 0% eran isleños del Pacífico, el 1.73% eran de otras razas y el 1.97% pertenecían a dos o más razas. Del total de la población el 4.43% eran hispanos o latinos de cualquier raza.